# Vlindersafari
Vlindersafari is een vlindertuin gelegen in Gemert. Vlindersafari is een project van stichting Friendly & Fair en was eerst gevestigd op een andere locatie. Sinds juni 2020 is het park gehuisvest op de huidige locatie. De vlindertuin beschikt sinds 27 oktober 2017 over een dierentuinvergunning.

## Diersoorten
De meeste dieren in de tuin zijn vlinders.